# Illes Heard i McDonald
Les Illes Heard i MacDonald són un grup d'illes subantàrtiques deshabitades. Ocupen una superfície de 372 km². Pertanyen a Austràlia des de 1947 i contenen els dos únics volcans actius del territori australià i, a més, un d'ells -el Mawson Peak,de 2.745 metres- és la màxima altitud del país. Després d'estar inactiu des de feia 75.000 anys l'any 2005 un volcà va tornar a entrar en erupció.
Van ser descobertes per Peter Kemp, un mariner britànic, l'any 1833. Però van ser el capità John Heard i el capità William MacDonald qui van redescobrir les illes el 1854.
Durant el període de caça dels elefants marins des de 1855 fins a 1880 s'hi van instal·lar caçadors per fer-ne oli arribant a residir-hi fins a un màxim de 200 persones.
L'illa Heard és muntanyosa, coberta de glaceres, i té com coordenades geogràfiques: 53° 06′ 00″ S, 73° 31′ 00″ E / 53.10000°S,73.51667°E.
Les illes McDonald petites i rocoses ocupen una superfície de 2.5 km² i es troben a l'oest de les illes Heard en les coordenades:53° 02′ 20″ S, 72° 36′ 04″ E / 53.03889°S,72.60111°E.

## Fauna i flora
Hi ha moltes foques i diversitat d'ocells. S'hi ha establert una reserva marina que ocupa 65.000 km². L'ecoregió terrestre que comprèn aquestes illes i d'altres subantàrtiques rep el nom Tundra de les Illes de l'Oceà Índic Meridional.
No s'hi fan activitats econòmiques però s'ha assignat el codi de país HM en ISO 3166-1 (ISO 3166-2:HM) i aleshores el domini d'internet .hm.